# Out (tạp chí)
Out là tạp chí tin tức, thời trang, giải trí và phong cách sống của LGBTQ ở Mỹ, có số lượng phát hành hàng tháng cao nhất so với bất kỳ ấn phẩm hàng tháng nào về LGBTQ tại Hoa Kỳ. Nó được biên tập theo cách tương tự như tạp chí Detail, Esquire và GQ. Out thuộc sở hữu của Robert Hardman trụ sở ở Boston, Mỹ. Cho đến năm 2000, ông bán nó cho LPI Media, công ty sau này được sở hữu bởi PlanetOut . Năm 2008, PlanetOut đã bán LPI Media cho Regent Entertainment Media, công ty cũng sở hữu Here TV. Năm 2017, Here Media đã bán tạp chí của mình cho một nhóm do Oreva Capital lãnh đạo, người đã đổi tên công ty thành Pride Media. Vào ngày 9 tháng 6 năm 2022, Pride Media được Equal Entertainment LLC mua lại, được biết đến với tên gọi Equalpride, đưa tạp chí nổi tiếng trở lại quyền sở hữu của người đồng tính.
"Out100" là danh sách hàng năm về "những người thuộc cộng đồng LGBTQ+ có sức ảnh hưởng nhất".

## Lich sử phát triển
Out được thành lập bởi Michael Goff vào năm 1992 với tư cách là tổng biên tập và chủ tịch. Biên tập viên điều hành đời đầu là Sarah Pettit (đã qua đời). Năm 1996, chủ sở hữu Robert Hardman sa thải Goff và thuê Henry E. (Hank) Scott, cựu giám đốc điều hành của New York Times , làm chủ tịch của Out Publishing, với nhiệm vụ giải cứu công ty tạp chí đang gặp khó khăn về tài chính. Khi Scott gia nhập Out Publishing, công ty có doanh thu hàng năm dưới 4 triệu USD và chi phí là 7 triệu USD. Scott đã thay đổi trọng tâm LGBT của Out, cho rằng đồng tính nam và đồng tính nữ có rất ít điểm chung ngoài các vấn đề chính trị và pháp lý. Ông sa thải Pettit và thuê James Collard, cựu biên tập viên của Attitude, một tạp chí dành cho người đồng tính nam xuất bản ở Anh, để tập trung lại vào đối tượng khán giả đồng tính nam giàu có và có ý thức về phong cách. Số phát hành được kiểm toán đã tăng 67% lên hơn 130.000 bản và thu nhập hộ gia đình của độc giả Out trung bình, được đo bằng MRI, đã tăng từ 70.000 USD một năm lên 90.000 USD một năm. Với sự giúp đỡ của Lou Fabrizio, giám đốc điều hành quảng cáo cấp cao mà Scott thuê từ The New York Times, Out bắt đầu thu hút các nhà quảng cáo và thương hiệu thời trang lớn như Saturn, vốn trước đây chưa từng quảng cáo trên các ấn phẩm dành cho người đồng tính. Ba năm sau khi Scott nắm quyền kiểm soát Out, doanh thu của nó đã tăng gấp ba lần và trở thành tạp chí đồng tính có số lượng phát hành lớn nhất trong lịch sử Hoa Kỳ. Những thay đổi đó đã định vị lại vị trí của tạp chí trên thị trường và được Hardman bán cho LPI Media vào năm 2000.
Năm 2001 số lượng phát hành là 100.000. Judy Wieder, nữ tổng biên tập đầu tiên của The Advocate, đã trở thành nữ giám đốc biên tập đầu tiên của Out. Đến năm 2006, khi tạp chí được PlanetOut mua lại, số lượng phát hành của Out đã lên tới 130.000. Out đã thu hút sự chú ý của quốc tế khi xuất bản lần đầu Power Issue vào tháng 5 năm 2007, với trang bìa có hình hai người mẫu đeo mặt nạ của nhà báo Anderson Cooper và diễn viên Jodie Foster phía trên trang bìa tên "The Glass Closet". Một số người đồng tính nữ đã chỉ trích Out vì chủ yếu tập trung vào những người đồng tính nam. Một nhà văn của trang web AfterEllen lưu ý rằng trong năm 2008, không có người đồng tính nữ nào xuất hiện trên trang bìa của tạp chí và chỉ có 22% số người được giới thiệu trong "Out100" là đồng tính nữ.
Năm 2008, Out cùng với ấn phẩm The Advocate đã được Here Media mua lại. Kể từ khi mua lại hai ấn phẩm này, Here Media đã mở rộng sự hiện diện của tạp chí bằng trang web OUT.com và ứng dụng di động.
Vào năm 2013, Here Media and Out đã tổ chức sự kiện "Out100" thường niên lần thứ 19 tại Nhà ga số 5 của Thành phố New York. Sự kiện thường niên này tôn vinh những người những người thuộc cộng đồng LGBTQ+ đã chung tay thúc đẩy quyền LGBT. Out đã giới thiệu "Giải thưởng do độc giả bình chọn" vào năm 2013 bên cạnh danh sách 100 người được vinh danh hàng đầu do biên tập viên bình chọn.
Năm 2017, Here Media đã bán hoạt động tạp chí của mình cho một nhóm do Oreva Capital lãnh đạo, người đã đổi tên công ty thành Pride Media.
Vào ngày 2 tháng 8 năm 2018, Hicklin thông báo rằng ông sẽ từ chức sau 12 năm làm tổng biên tập. Kurt Osenlund là biên tập viên quản lý của tạp chí từ tháng 3 năm 2014 sẽ đảm nhận vai trò biên tập viên điều hành và quyền tổng biên tập.
Vào ngày 23 tháng 8 năm 2018, Phillip Picardi được công bố là tổng biên tập tiếp theo. Bất chấp những thay đổi về mặt biên tập, công ty mẹ Pride Media và tạp chí Out vẫn phải đối mặt với nhiều vấn đề tài chính và những lời phàn nàn thường xuyên từ những người làm nghề tự do và nhân viên hợp đồng. Picardi rời Out vào tháng 12 năm 2019, thông báo về sự ra đi đột ngột qua Twitter.
Vào tháng 12 năm 2018, Raquel Willis được bổ nhiệm làm biên tập viên điều hành, trở thành người phụ nữ chuyển giới đầu tiên đảm nhận vị trí lãnh đạo tại ấn phẩm. Khi ở Out, Willis đã giành được Giải thưởng Truyền thông GLAAD cho Bài báo Tạp chí "The Trans Obituaries Project".
Vào tháng 9 năm 2020, David Artavia được bổ nhiệm làm tổng biên tập mới của tạp chí. Vào ngày 17 tháng 1 năm 2020, Diane Anderson-Minshall được bổ nhiệm làm Giám đốc điều hành của Pride Media và cuối năm đó trở thành giám đốc biên tập của tạp chí Out.
Vào ngày 9 tháng 6 năm 2022, sau khi mua lại Out, Mark Berryhill được bổ nhiệm làm Giám đốc điều hành của Equalpride. Joe Lovejoy là Giám đốc Tài chính và Mike Kelley là Chủ tịch Tăng trưởng và Phát triển Toàn cầu. Diane Anderson-Minshall hiện là Giám đốc sáng tạo nội dung toàn cầu.

## Out100
Kể từ khi bắt đầu, tạp chí Out có ra một danh sách hàng năm với tên gọi "Out100", biểu dương hàng trăm nhân vật và người nổi tiếng LGBTQ "có ảnh hưởng và truyền cảm hứng" và "để tôn vinh một số nhân vật LGBTQIA có ảnh hưởng nhất." Cùng với danh sách này là Giải thưởng "Out100" hàng năm vinh danh một số người nổi tiếng bao gồm: Người sáng tạo của năm, Người được độc giả bình chọn nhiều nhất, Nghệ sĩ của năm và Nhà giải trí của năm. Năm 2019, biên tập viên Phillip Picardi cho biết: 
"Out100" là "truyền thống vĩ đại và nổi tiếng nhất" của tạp chí

## Những người có đóng góp đáng chú ý
| - Bret Easton Ellis - Josh Kilmer-Purcell - Dale Peck - Dan Savage - Nathan Lee - T Cooper - Mark Simpson - Tim Murphy - Edmund White - Jesse Archer - Bob Smith - Dustin Lance Black - Kimberly Drew - Jenna Wortham - Ericka Hart - Chani Nicholas - Adam Eli - Diane Anderson-Minshall - Mey Rude - Tracy Gilchrist | - Francois Rousseau - Roger Erickson - Ben Watts - Matthias Vriens - Cass Bird - Patrick McMullan - Joe Opedisano - Terry Richardson - Xevi Muntane - Pierre et Gilles - Walter Pfeiffer - Nicholas Wagner - Mike Ruiz |

## Người nổi tiếng xuất hiện trên tạp chí Out
Đây là một danh sách chưa hoàn tất, và có thể sẽ không bao giờ thỏa mãn yêu cầu hoàn tất. Bạn có thể đóng góp bằng cách mở rộng nó bằng các thông tin đáng tin cậy.
- Graham Ackerman (Tháng 8 2005)
- Adele (Tháng 6/Tháng 7 2011)
- Christina Aguilera (Tháng 6/Tháng 7 2010)
- Jason Alexander (Tháng 4 1997)
- Pedro Almodóvar (Tháng 5 1994)
- Jennifer Aniston (Tháng 4 1998)
- David Arquette (Tháng 10 1996)
- Billie Joe Armstrong (Tháng 4 2010)
- Penn Badgley (Tháng 3 2008)
- Jamie Bamber (Tháng 8 2006)
- Javier Bardem (Tháng 2 2001 and Tháng 4 2009)
- Roseanne Barr (Tháng 2 1996)
- John Barrowman (Tháng 10 2007)
- Bryan Batt (Tháng 12 2007)
- Nate Berkus (Tháng 12 2005, Tháng 8 2007 and Tháng 12 2010/Tháng 1 2011)
- Sandra Bernhard (Tháng 9 1994 and Tháng 11 1998)
- Beyoncé (Tháng 5 2014)[47]
- Dustin Lance Black (Tháng 10 2011)
- Matt Bomer (Tháng 6/Tháng 7 2014)
- Justin Vivian Bond (Tháng 5 2011)
- David Bowie (Tháng 4 2013)
- Bill Brochtrup (Tháng 11 2001)
- Thom Browne (Tháng 12 2007)
- David Burtka (Tháng 1/Tháng 2 2012)
- Charles Busch (Tháng 10 2003)
- Christian Campbell (Tháng 7 1999)
- Carlson Twins (Tháng 5 2001)
- Chris Carmack (Tháng 2 2005)
- Cher (Tháng 5 2002)
- Margaret Cho (Tháng 6 2002)
- Glenn Close (Tháng 2 1995)
- Ben Cohen (Tháng 8 2011)
- Sacha Baron Cohen (Tháng 8 2009)
- Chris Colfer (Tháng 12 2009 and Tháng 1 2010)
- Chace Crawford (Tháng 3 2008)
- Darren Criss (Tháng 3 2011)
- Billy Crudup (Tháng 10 2004)
- Benedict Cumberbatch (Tháng 11 2014)
- Alan Cumming (Tháng 11 1999)
- Julie Cypher (Tháng 6 1996)
- Lee Daniels (Tháng 12 2013)
- Angela Davis (Tháng 2 1998)
- Ellen DeGeneres (Tháng 5 1997 and Tháng 2 2004)
- Lea DeLaria (Tháng 3 1998)
- Portia de Rossi (Tháng 5 2013)
- Marlene Dietrich (Tháng 3 1997)
- Beth Ditto (Tháng 5 2009)
- Stephen Dorff (Tháng 4 1996)
- Jamie Dornan (Tháng 11 2006)
- Clea DuVall (Tháng 7 2000)
- Melissa Etheridge (Tháng 6 1996 and Tháng 8 2002)
- Rupert Everett (Fall 1992)
- Jack Falahee (Tháng 3 2015)
- Jesse Tyler Ferguson (Tháng 5 2010 and Tháng 12 2011)
- America Ferrera (Tháng 4 2007)
- Harvey Fierstein (Tháng 10 1994)
- Tom Ford (Tháng 12 2004, Tháng 11 2007 and Tháng 2 2011)
- James Franco (Tháng 10 2008)
- Dolce & Gabbana (Tháng 9 2000)
- Lady Gaga (Tháng 9 2009)
- Rudy Galindo (Tháng 8 1996)
- Sandy Gallin (Tháng 11 1994)
- David Gandy (Tháng 2 2015)
- Robert Gant (Tháng 4 2004)
- Jean Paul Gaultier (Tháng 3 2002 and Tháng 4 2012)
- Boy George (Tháng 12 2012/Tháng 1 2013)
- Thomas Gibson (Tháng 8 2000)
- Newt Gingrich (Tháng 3 1995)
- Joseph Gordon-Levitt (Tháng 10 2013)
- Kathy Griffin (Tháng 12 2011)
- Jonathan Groff (Tháng 2 2014 and Tháng 12 2017/Tháng 1 2018)
- Jake Gyllenhaal (Tháng 10 2005)
- Alyson Hannigan (Tháng 8 2001)
- Kit Harington (Tháng 6 2015)
- Gale Harold (Tháng 12 2000)
- Woody Harrelson (Tháng 2 1997)
- Neil Patrick Harris (Tháng 9 2008, Tháng 1/Tháng 2 2012 and Tháng 4 2014)
- Randy Harrison (Tháng 12 2000)
- Debbie Harry (Tháng 6 1999)
- Anne Hathaway (Tháng 12 2006)
- Sophie B. Hawkins (Tháng 5 1995)
- Anne Heche (Tháng 6 1998)
- Chris Hemsworth (Tháng 5 2012)
- Paris Hilton (Tháng 6 2006)
- Nicholas Hoult (Tháng 11 2009)
- Whitney Houston (Tháng 5 2000)
- Jennifer Hudson (Tháng 12 2007)
- Josh Hutcherson (Tháng 11 2013)
- Devonté Hynes (Tháng 3 2014)
- Iman (Tháng 12 2006)
- Max Irons (Tháng 4 2015)
- Michael Irvin (Tháng 8 2011)
- Cheyenne Jackson (Tháng 12 2008/Tháng 1 2009 and  Tháng 11 2010)
- Marc Jacobs (Tháng 7 2003 and Tháng 9 2007)
- Mick Jagger (Tháng 11 1997)
- Rob James-Collier (Tháng 2 2013)
- Dwayne Johnson (Tháng 3 2005)
- Philip Johnson (Tháng 5 1996)
- Bill T. Jones (Tháng 12 2007)
- Jack Kerouac (Tháng 8 1998)
- Chris Kluwe (Tháng 11 2012)
- Johnny Knoxville (Tháng 9 2006)
- Norman Korpi (Tháng 7 2001)
- Michael Kors (Tháng 12 2006)
- Larry Kramer (Tháng 12 2011)
- Ricki Lake (Tháng 6 1995)
- Adam Lambert (Tháng 12 2009/Tháng 1 2010 and Tháng 8 2015)
- Nathan Lane (Tháng 3 1996 and Tháng 4 2001)
- k.d. lang (Tháng 12 1995/Tháng 1 1996 and Tháng 8 1997)
- Cyndi Lauper (Tháng 12 2009/Tháng 1 2010)
- John Leguizamo (Tháng 9 1995)
- Logan Lerman (Tháng 9 2012)
- Jared Leto (Tháng 9 2004)
- Adam Levine (Tháng 9 2011)
- Freddie Ljungberg (Tháng 8 2004)
- Greg Louganis (Tháng 4 1995)
- Matt Lucas (Tháng 10 2008)
- Jane Lynch (Tháng 12 2012/Tháng 1 2013)
- Natasha Lyonne (Tháng 7 2000)
- Eric Mabius (Tháng 4 2007)
- Rachel Maddow (Tháng 12 2010)
- Madonna (Tháng 4 2006)
- Joe Manganiello (Tháng 3 2012)
- James Marsden (Tháng 9 2013)
- Rob Marshall (Tháng 12 2009/Tháng 1 2010)
- Jesse L. Martin (Tháng 9 2005)
- Ricky Martin (Tháng 12 2010/Tháng 1 2011)
- James McAvoy (Tháng 9 2014)
- Eric McCormack (Tháng 11 2000)
- Ryan McGinley (Tháng 10 2011)
- Ewan McGregor (Tháng 4 2003 and Tháng 3 2010)
- Ian McKellen (Tháng 9 1993 and Tháng 10 1998)
- Shane Meier (Tháng 10 2001)
- Christopher Meloni (Tháng 6 2000)
- Mika (Tháng 7 2007)
- Nicki Minaj (Tháng 10 2010)
- Ezra Miller (Tháng 9 2012)
- Wentworth Miller (Tháng 12 2013)
- Liza Minnelli (Tháng 8 1994)
- Kylie Minogue (Tháng 8 2010)
- Jerry Mitchell (Tháng 10 2000)
- John Cameron Mitchell (Tháng 12 2006)
- Shay Mitchell (Tháng 6 2013)
- Julianne Moore (Tháng 12 1998, Tháng 12 2010 and Tháng 10 2015)
- Megan Mullally (Tháng 1 2003)
- Ryan Murphy (Tháng 5 2013)
- Martina Navratilova (Tháng 12 1994/Tháng 1 1995)
- Me'shell Ndegeocello (Tháng 7 1996)
- Sharon Needles (Tháng 12 2012/Tháng 1 2013)
- Bebe Neuwirth (Tháng 6 1997)
- Barack Obama (Tháng 12 2015)
- Todd Oldham (Tháng 5 1999 and Tháng 11 2004)
- Elliot Page (Tháng 12 2014 and Tháng 10 2015)
- Peter Paige (Tháng 6 2002)
- Mary-Louise Parker (Tháng 12 2007)
- Jim Parsons (Tháng 12 2013)
- Dolly Parton (Tháng 7 1997)
- Guy Pearce (Tháng 2 2007)
- Andreja Pejic (Tháng 12 2011)
- Katy Perry (Tháng 12 2008/Tháng 1 2009)
- Pet Shop Boys (Tháng 1 2000 and Tháng 6/Tháng 7 2009)
- Joaquin Phoenix (Tháng 3 1999)
- Chris Pine (Tháng 6/Tháng 7 2013)
- John Paul Pitoc (Tháng 7 1999)
- Parker Posey (Tháng 2 1999)
- Ben Price (Tháng 7 2006)
- Jason Priestley (Tháng 10 2003)
- James Purefoy (Tháng 1 2007)
- Zachary Quinto (Tháng 10 2012 and Tháng 12 2014)
- Daniel Radcliffe (Tháng 9 2010 and Tháng 3 2013)
- Andrew Rannells (Tháng 12 2012/Tháng 1 2013)
- Eddie RedTháng 5ne (Tháng 9 2015)
- Keanu Reeves (Tháng 7/Tháng 8 1995)
- Danny Roberts (Tháng 7 2001)
- Robbie Rogers (Tháng 8 2013)
- Olivier Rousteing (Tháng 5 2015)
- Paul Rudd (Tháng 4 1998)
- RuPaul (Tháng 12 1993/Tháng 1 1994)
- Antonio Sabato Jr. (Tháng 9 1996)
- Mathew St. Patrick (Tháng 3 2003)
- Michael Sam (Tháng 8 2014)
- Andy Samberg (Tháng 3 2009)
- Marcus Schenkenberg (Tháng 1 2004)
- Chloë Sevigny (Tháng 8 2012)
- Jake Shears (Tháng 4 2005 and Tháng 10 2006)
- Johnny Simmons (Tháng 9 2012)
- Troye Sivan (Tháng 5 2016)
- Alexander Skarsgård (Tháng 11 2011)
- Kerr Smith (Tháng 3 2001)
- Sam Smith (Tháng 12 2014)
- Wesley Snipes (Tháng 9 1995)
- Sam Sparro (Tháng 12 2008/Tháng 1 2009)
- Britney Spears (Tháng 4 2011)
- Michael Stipe (Tháng 11 1995)
- Sharon Stone (Tháng 12 2005)
- Hilary Swank (Tháng 10 1999)
- Patrick Swayze (Tháng 9 1995)
- Tilda Swinton (Tháng 4 2008)
- Wanda Sykes (Tháng 12 2009/Tháng 1 2010)
- Channing Tatum (Tháng 2 2002 and Tháng 6/Tháng 7 2012)
- Lili Taylor (Tháng 8 1999)
- Uma Thurman (Tháng 11 1993)
- Michael Urie (Tháng 4 2007)
- James Van Der Beek (Tháng 9 2002)
- Gus Van Sant (Tháng 12 2008/Tháng 1 2009)
- Donatella Versace (Tháng 10 2009)
- Gianni Versace (Tháng 9 1997)
- Mark Wahlberg (Tháng 10 1997)
- Rufus Wainwright (Tháng 1 1999 and Tháng 12 2006)
- David Walliams (Tháng 10 2008)
- Alexander Wang (Tháng 10 2011)
- John Waters (Tháng 11 2002)
- Johnny Weir (Tháng 12 2010/Tháng 1 2011)
- Pete Wentz (Tháng 8 2008)
- Ed Westwick (Tháng 3 2008)
- Samira Wiley (Tháng 12 2014)
- Robin Williams (Tháng 3 1996)
- Kevin Zegers (Tháng 1 2006)
- Renée Zellweger (Tháng 2 2003)
- Lil Nas X (Tháng 8 2021)